# دنتسلینگن
دنتسلینگن (به آلمانی: Denzlingen) یک شهر  در آلمان است که در امندینگن واقع شده‌است. دنتسلینگن ۱۳٬۵۵۷ نفر جمعیت دارد.

## خواهرخوانده
شهرهای Saint-Cyr-sur-Mer، نورث هایکهم، چیتا دلا پیوه و کنستانچین-یژورنا خواهرخوانده‌های دنتسلینگن هستند.